# Strumigenys smithii
Strumigenys smithii är en myrart som beskrevs av Auguste-Henri Forel 1886. Strumigenys smithii ingår i släktet Strumigenys och familjen myror. Inga underarter finns listade i Catalogue of Life.

## Bildgalleri

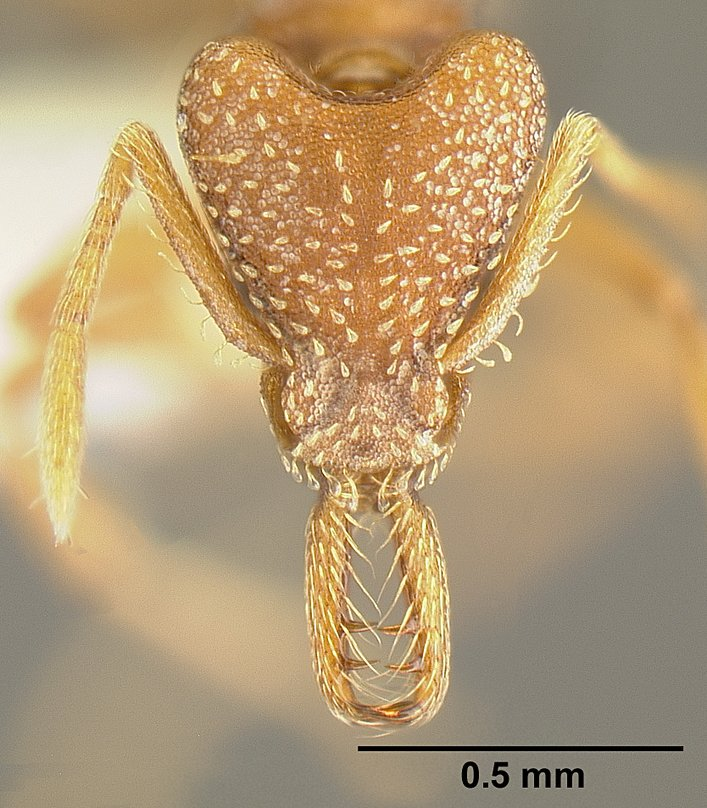
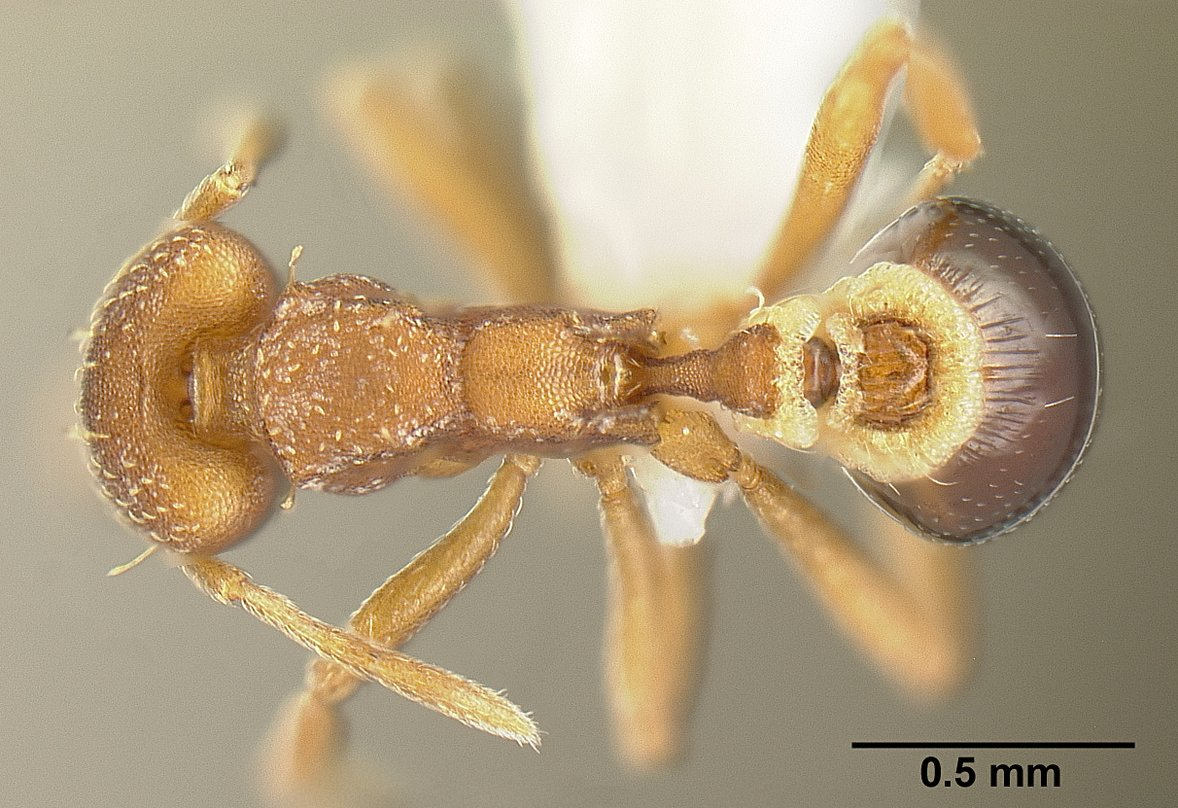
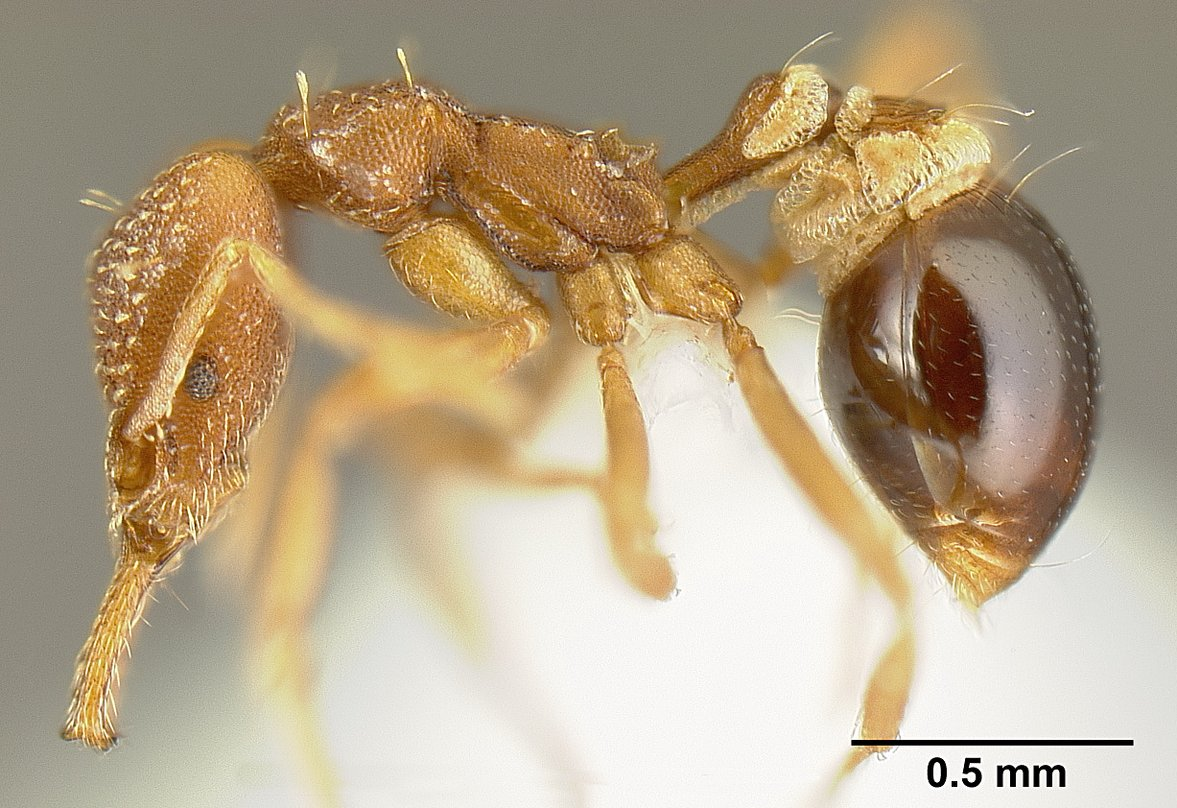